# Rubus pacificus
Rubus pacificus är en rosväxtart som beskrevs av Henry Fletcher Hance. Rubus pacificus ingår i släktet rubusar, och familjen rosväxter. Inga underarter finns listade i Catalogue of Life.